# 占杨站
占杨站是一个陇海线上的铁路车站，位于河南省郑州市中牟县郑庵镇，目前为四等站，邮政编码为451470。目前客运：办理旅客乘降；不办理行李、包裹托运；货运：办理整车货物发到。

## 历史
1978年1月，郑州至商丘段陇海线复线开工。根据铁道部1977年10月的《关于转发陇海复线郑州至开封段设计问题座谈纪要的通知》，确定郑州至邵岗集之间的线路在复线建设时北移，接近1938年以前的陇海老线。1979年12月，郑商段陇海线复线开通交付运行。随着郑州至中牟间陇海线的改线，原线上的螺蛭湖、司赵、芦医庙、郑庵等站废弃，新设圃田、南寺、占杨三座中间站。